# Diamond Dixon
Diamond Dixon (El Paso (Texas), Estados Unidos, 29 de junio de 1992) es una atleta estadounidense, especializada en la prueba de 4x400 m en la que llegó a ser campeona olímpica en 2012.

## Carrera deportiva
En los JJ. OO. de Londres 2012 ganó la medalla de oro en los relevos 4x400 metros, con un tiempo de 3:16.87 segundos, quedando por delante de Jamaica y Ucrania, siendo sus compañeras de equipo: DeeDee Trotter, Allyson Felix, Francena McCorory, Sanya Richards-Ross y Keshia Baker.